# Mniszków (województwo dolnośląskie)
Mniszków (niem. Waltersdorf) – wieś w Polsce położona w województwie dolnośląskim, w powiecie karkonoskim, w gminie Janowice Wielkie, w Rudawach Janowickich w Sudetach Zachodnich.

## Podział administracyjny
W latach 1975–1998 miejscowość administracyjnie należała do województwa jeleniogórskiego.

## Demografia
Jest najmniejszą miejscowością gminy Janowice Wielkie. Według Narodowego Spisu Powszechnego liczyła 82 mieszkańców (III 2011 r.).

## Zabytki
Do wojewódzkiego rejestru zabytków wpisany jest obiekt:
- dwór, obecnie dom nr 17, drewniany, z pierwszej połowy XVIII w. - rzadki przykład zastosowania budownictwa szachulcowego w siedzibie szlacheckiej. Na sklepieniach polichromie z drugiej połowy XVIII w.

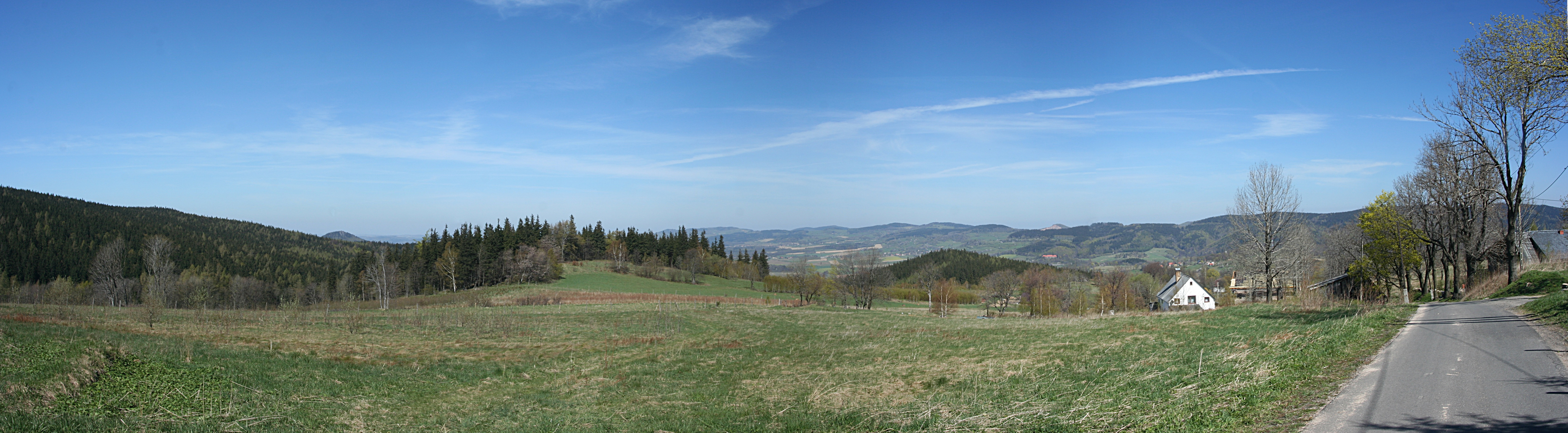
Wieś Mniszków. W tle po lewej Sokolik. Po prawej Radomierz, Przełęcz Radomierska.